# Ekaterina Kovalevskaya
Ekaterina Kovalevskaya é um jogadora de xadrez da Rússia com participação nas Olimpíadas de xadrez de 1994 a 2006. Ekaterina conquistou a medalha de bronze por performance individual no segundo tabuleiro em 1998 e a medalha de prata por equipe. Em 2000 e 2004, conquistou a medalha de bronze por equipes. Também conquistou uma medalha de prata por equipes em 2002 e 2006.